# ماريوس لاكاتوش
ماريوس ميهاي لاكاتوش (بالرومانية: Marius Mihai Lăcătuș) (مواليد 5 أبريل 1964) هو لاعب كرة قدم روماني سابق لعب لعديد من الأندية الرومانية بالإضافة لفيورنتينا الإيطالي وريال أوفييدو الإسباني ، وفاز بكأس أوروبا 1985–86 مع نادي ستيوا بوخارست الروماني وسجل ثالث ركلة جزاء لفريقه.

## الألقاب والإنجازات

### ستيوا بوخارست
- دوري الدرجة الأولى الروماني (10 مرات): 1984–1985 ، 1985–1986 ، 1986–1987 ، 1987–1988 ، 1993–1994 ، 1994–1995 ، 1995–1996 ، 1996–1997 ، 1997–1998 (رقم قياسي محلي)
- كأس رومانيا (6 مرات): 1984–1985 ، 1986–1987 ، 1988–1989 ، 1995–1996 ، 1996–1997 ، 1998–1999
- كأس السوبر الروماني (3 مرات): 1994 ، 1995 ، 1998
- كأس أوروبا: 1985–1986
- كأس السوبر الأوروبي: 1986

## روابط خارجية
- ماريوس لاكاتوش على موقع الاتحاد الدولي (مؤرشف)  (الإنجليزية)
- ماريوس لاكاتوش على موقع الاتحاد الأوربي (الإنجليزية)
- ماريوس لاكاتوش على موقع الاتحاد الأوربي (الإنجليزية)
- ماريوس لاكاتوش على موقع قاعدة بيانات كرة القدم.إي يو (الإنجليزية)
- ماريوس لاكاتوش على موقع ناشيونال فوتبول تيمز (الإنجليزية)
- ماريوس لاكاتوش على موقع عالم كرة القدم.نت (الإنجليزية)